# Jazzfestival Neuwied

Eintrittskarte zum 1. Jazzfestival Neuwied 1978

Das Jazzfestival Neuwied ist ein jährlich in Neuwied stattfindendes Jazzfestival.

## Geschichte
Das Festival wird seit 1978 regelmäßig jährlich vom Verein „Jazz in Neuwied e. V.“ veranstaltet. Ziel der Veranstalter ist es auf dem Festival „Jazz und alternative Musikformen zum kommerziellen Musikbetrieb aufzuzeigen“ und „Jazz unterschiedlicher Stilrichtungen mit Schwerpunkt auf Musikerinnen und Musikern aus Europa“ zu präsentieren. Durch sein mehr als vierzigjähriges Bestehen ist das Festival inzwischen „eine der traditionsreichsten Veranstaltungen für improvisierte Musik in Deutschland“. Den Veranstaltern gelingt es jedes Jahr, eine gute Mischung wegweisender und namhafter internationaler Jazzmusiker für das Festival zu verpflichten. Bis 2017 besuchten etwa 1200 Besucher pro Jahr das Festival.
Seit 2018 präsentiert sich das Festival „an einem neuen Spielort und in einem veränderten Format. Neuer Spielort in Neuwied ist das Schloss Engers. Im wunderschönen Ambiente des Schlosses präsentiert das Festival im schönsten Rokokostil am Rhein und in der Kapelle am Schloss drei exklusive Konzerte.“

## Künstler/Gruppen

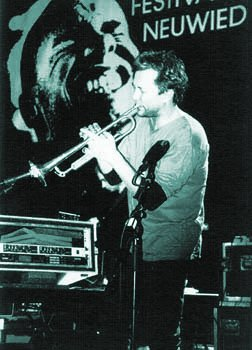
Nils Petter Molvaer beim Jazzfestival Neuwied

- Nils Petter Molvaer beim Jazzfestival Neuwied1. Festival 09/1978: Jasper van’t Hof, Toto Blanke's Electric Circus, Missus Beastly, Mandala
- 2. Festival 06/1979: Noctett, Jan Fryderyk / Trilok Gurtu, Kroton, OM, Virgo, Philip Catherine / Charlie Mariano / Jasper van’t Hof
- 3. Festival 06/1980: Gary Burton Band, Contact Trio, Piirpauke, Pat Metheney Group, Albert Mangelsdorff, OM & Manfred Schoof, Pirchner / Pepl Jazzzwio, JanFryderyk / Trilok Gurtu, Egberto Gismonti, Christoph Spendel Group
- 4. Festival 06/1981: Pierre Favre / Fredy Studer, Rena Rama, Terje Rypdal Band, Toto Blanke / Rudolf Dasek, Eberhard Weber / Bill Frisell, Pirchner / Pepl, Joachim Kühn, Miroslav Vitous / John Surman / John Taylor / Jon Christensen, Rainer Brüninghaus / Markus Stockhausen / Jon Christensen, Gregor van Buggenum Trio
- 5. Festival 06/1982: Jack DeJohnette’s Special Edition, Larry Coryell / Michal Urbaniak, Trivial, Andy Narell Band, OM & Dom Um Romao, Contact Trio, Knauber/Weiler Duet, Egberto Gismonti Quartett, Frey/Tiepold/Lang, Pirchner / Pepl & Jack DeJohnette
- 6. Festival 06/1983: Rainer Brüninghaus / Markus Stockhausen / Studer, Shankar / Don Cherry / Ed Blackwell / Collin Walcott / Trilok Gurtu, Andy Narell Band, Oregon, Dom Um Romao / Christy Doran, B. K. Art Ensemble, John Abercrombie / Dave Holland / Jack DeJohnette
- 7. Festival 06/1984: Ronald Shannon Jackson & Decoding Society, Jasper van’t Hof / Alphonse Mouzon Band, Favre/Studer Drum Orchestra, Dirk Juchem Band, Lester Bovie’s Brass Fantasy, Egberto Gismonti / Nana Vasconcelos, Urs Leimgruber Quartett, Karnataka College of Percussion
- 8. Festival 06/1985: Blue Box, Eberhard Weber / Jan Garbarek Band, Rainer Brüninghaus / Trilok Gurtu / John Abercrombie, Barbara Thompson’s Paraphernalia, Billy Cobham, James Blood Ulmer / George Adams Quartet, Oriental Wind
- 9. Festival 06/1986: Rena Rama, Blue Box, Charlie Mariano / Nana Vasoncelos / Trilok Gurtu / Rainer Brüninghaus, Dave Holland Quintett, John McLaughlin Mahavishnu Orchestra, Arild Andersen Trio, John Scofield Band, Harry Pepl’s Airmail
- 10. Festival 06/1987: Jonas Hellborg Band, Markus Stockhausen Trio, John McLaughlin / Paco De Lucia, Art Ensemble of Chicago, Intergalaktisches Mädchenballett, 29th Street Saxophone Quartet, Al Di Meola, Don Cherry & Oriental Wind
- 11. Festival 06/1988: Köln Bigband, John McLaughlin Trio, John Scofield / Bill Frisell / Marc Johnson / Peter Erskine, Lester Bowie Brass Fantasy, Slickaphonics, Jonas Hellborg Group, 29th Street Saxophone Quartet
- 12. Festival 06/1989: Jan Garbarek Group, Bill Bruford Earthworks, Frey Project, David Murray Trio, Maria Joao / Aki Takase, Rabih Abou-Khalil Band, Itchy Fingers, Peter Giger / Wolfgang Dauner / Albert Mangelsdorff
- 13. Festival 11/1990: Philip Catherine, Itchy Fingers, Pat Metheny Trio, Uwe Kropinski, Zawinul Syndicate, Jan Garbarek Group
- 14. Festival 11/1991: Bob Berg/Mike Stern Band, Barbara Thompson’s Paraphenalia, Jungle Pilots, Art Ensemble of Chicago, Jonas Hellborg, Khalil / Tahmassebi, James Blood Ulmer Group

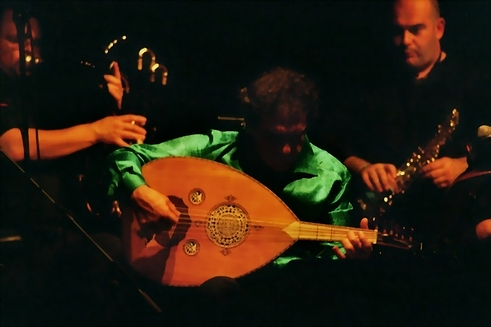
Rabih Abou-Khalil beim Jazzfestival Neuwied

- Rabih Abou-Khalil beim Jazzfestival Neuwied15. Festival 06/1992: Jack DeJohnette Group, Al Di Meola Band, Bill Evans Band, Don Cherry Quartet, Salif Keita & Band, Bill Frisell / Joe Lovano / Paul Motian
- 16. Festival 11/1993: Steps Ahead, Enver Izmailov, John McLaughlin Organ Trio, Lester Bowie Brass Fantasy, Rabih Abou-Khalil Trio
- 17. Festival 11/1994: Position Alpha, Bobo Stenson / Anders Jormin, Jan Garbarek Group, Maceo Parker, Bill Evans & Push, Blue Box
- 18. Festival 11/1995: Charlie Mariano / Jasper van’t Hof / Catherine, Uwe Kropinski / Enver Izmailov Duet, Mike Stern Trio, Aziza Mustafa Zadeh, Mari Boine Band, Terje Rypdal & Chaser
- 19. Festival 11/1996: Misha Alperin’s Moscow Art Trio, Doldinger’s Passport, Arild Andersen & Arv, Rabih Abou-Khalil Group, Mari Boine Band, Niels-Henning Ørsted Pedersen
- 20. Festival 10/1997: Mike Stern Band feat. Dave Weckl & Bob Malach & Lincoln Goines, Tab Two, Louis Sclavis Trio, Renaud Garcia-Fons Quartett feat. Michael Riessler, Archie Shepp Quartett
- 21. Festival 11/1998: Nils Petter Molvær Subharmonics, Aziza Mustafa Zadeh, Misha Alperin’s Moscow Art Trio
- 22. Festival 05/1999: Terje Rypdal / Ketil Bjørnstad, Jan Garbarek & Hilliard Ensemble, Charlie Mariano & Bangalore, Markus Stockhausen / Arild Andersen Quartett
- 23. Festival 05/2000: Jan Garbarek Group, Bobo Stenson Trio, Karizma, Mike Stern Band
- 24. Festival 11/2001: Kölner Saxophon Mafia, Gianluigi Trovesi & Gianni Coscia, Misha Alperin’s Moscow Art Trio, Esbjörn Svenson Trio, Enver Izmailov, Nils Petter Molvær
- 25. Festival 10/2002: Willem Breuker Kollektief, Charlie Mariano & Dieter Ilg, Jacky Terrasson Group, Jan Garbarek Group, Bill Evans Band, Mardi Gras BB
- 26. Festival 10/2003: Masha Bijlsma Band, Terje Rypdal & Stale Storlökken, Pharao Sanders Group, Lymbiko, Trio Töykeät, Jasper van’t Hof Band
- 27. Festival 10/2004: Mike Stern, Mezzoforte, Trio Töykeät, Silje Nergaard & Band
- 28. Festival 11/2005: Markus Stockhausen Projekt, Trio Töykeät, Manfred Schoof / Klaus Doldinger / Wolfgang Dauner / Eberhard Weber / Curt Cress, Esbjörn Svensson Trio
- 29. Festival 11/2006: Misha Alperin’s Moscow Art Trio, Rabin Abou-Khalil, Solveig Slettahjell, Trio Töykeat, Rebekka Bakken
- 30. Festival 11/2007: Lars Danielsson Trio, Charlie Mariano / Jasper van’t Hof, Quadro Nuevo, Nu Box, Hazmat Modine, Nils Landgren Funk Unit
- 31. Festival 11/2008: Arild Andersen / Tommy Smith / Paolo Vinaccia, Jan Garbarek & The Hilliard Ensemble, Cæcilie Norby & Lars Danielsson, Talking Horns
- 32. Festival 11/2009: Jan Garbarek Group, Susanna and the Magical Orchestra, Iiro Rantala, Nils Petter Molvær Group
- 33. Festival 10/2010: Manu Katche & Band, Ketil Bjørnstad, Dave Holland Quintett, Tingvall Trio
- 34. Festival 11/2011: Marcin Wasilewski Trio, Terje Rypdal & Ketil Bjørnstad, Mike Stern / Dave Weckl / Bob Malach / Chris Minh Doky, Cæcilie Norby & Lars Danielsson Project, Tingvall Trio
- 35. Festival 11/2012: Mike Mainieri / Bugge Wesseltoft / Bendik Hofseth / Arild Andersen / Audun Kleive, Lars Danielsson / IiroRantala / Magnus Öström, Manu Katché Band, Hiromi feat. Anthony Jackson & Simon Phillips
- 36. Festival 11/2013: Cæcilie Norby / Lars Danielsson / Jacob Karlzon, Marcus Miller Band, Omar Hakim / Victor Bailey / Rachel Z, Jonas Hellborg
- 37. Festival 11/2014: Ketil Bjørnstad, Billy Cobham Band, Tingvall Trio, Stanley Clarke Band[5][6]
- 38. Festival 11/2015: Steve Gadd Band feat. Larry Goldings / Michael Landau / Jimmy Johnsson / Walt Fowler, Mike Stern Band feat. Dennis Chambers / Bob Franceschini / Tom Kennedy, Cæcilie Norby & Lars Danielsson, Lars Danielsson Trio, Nils Petter Molvær Group[7]
- 39. Festival 11/2016: Renaud Garcia-Fons Trio, Stanley Clarke Band, Lars Danielsson / Marius Neset / Morten Lund, Tingvall Trio[8][9]
- 40. Festival 10-11/2017: Ketil Bjørnstad, Eberhard Weber (Lesung), Jasper van’t Hof, Markus Stockhausen Group, Lars Danielsson, Mike Stern / Dave Weckl Band, Marcus Miller[10]
- 41. Festival 09/2018: Renaud Garcia-Fons, Martin Tingvall, Ralph Towner
- 42. Festival 10/2019: Iiro Rantala, Simon Phillips & Band, Markus Stockhausen & Florian Weber, Martin Tingvall[11]
- 43. Festival 10/2020: –[12]
- 44. Festival 08/2021: Rymden (Bugge Wesseltoft / Dan Berglund / Magnus Öström); Sun Blowing (Lars Danielsson / Marius Neset / Morten Lund); Dominic Miller Project[13]
- 45. Festival 08/2022: Philip Catherine & Jasper van’t Hof; Tingvall Trio; Enver Ismailow[14]
- 46. Festival 11/2023: Iiro Rantala; Ralph Towner; Markus Stockhausen & Tara Bouman „Moving Sounds“[15]
- 47. Festival 10/2024: Lars Danielson und John Parricelli; Lars Danielsson Projekt; Rainer Brüninghaus[16]

## Sponsoren
Langjährige Sponsoren des Jazzfestivals sind die Stadt Neuwied, die Sparkasse Neuwied, das Land Rheinland-Pfalz und die GSG-Stiftung Neuwied.

## Bedeutung
Das „Jazzecho“ hebt den Erfolg des Jazzfestivals aufgrund seiner Qualität und Konzentration auf das Wesentliche hervor: „Jazzfestivals müssen sich nicht immer über Wochen erstrecken und Konzerte im Dutzend bieten. Dass man auch mit einem kleinen Programm – vier Acts an zwei Tagen – Erfolg haben kann, beweist seit Jahren das Jazzfestival in Neuwied. Frei nach dem Motto: Klein, aber oho!“
Das „Europe Jazz Network“ würdigt das hohe künstlerische Niveau des Festivals: „Das Jazzfestival Neuwied gehört seit Jahrzehnten zu den beständigen Fixpunkten der deutschen Jazzlandschaft und sieht sich als Vermittler von Jazz und alternativen Musikormen. Im Laufe der vergangenen Jahre hat sich eine stattliche Anzahl berühmter und wegweisender Künstler in das Gästebuch des Jazzfestivals Neuwied eingetragen. Das Mahavishnu Orchestra zum Beispiel gehörte dazu, ebenso wie Lester Bowie und Paco de Lucía, Jan Garbarek und John Scofield, Pat Metheny und das Art Ensemble of Chicago, Don Cherry und Archie Shepp und viele, viele mehr.“

## Diskografie
- Bill Evans auf dem 15. Jazzfestival Neuwied 1992: Bill Evans • Victor Bailey • Dennis Chambers • Mitch Forman • Chuck Loeb Petite Blonde (Lipstick Records 1992)[19]